# Топонимия Тульской области

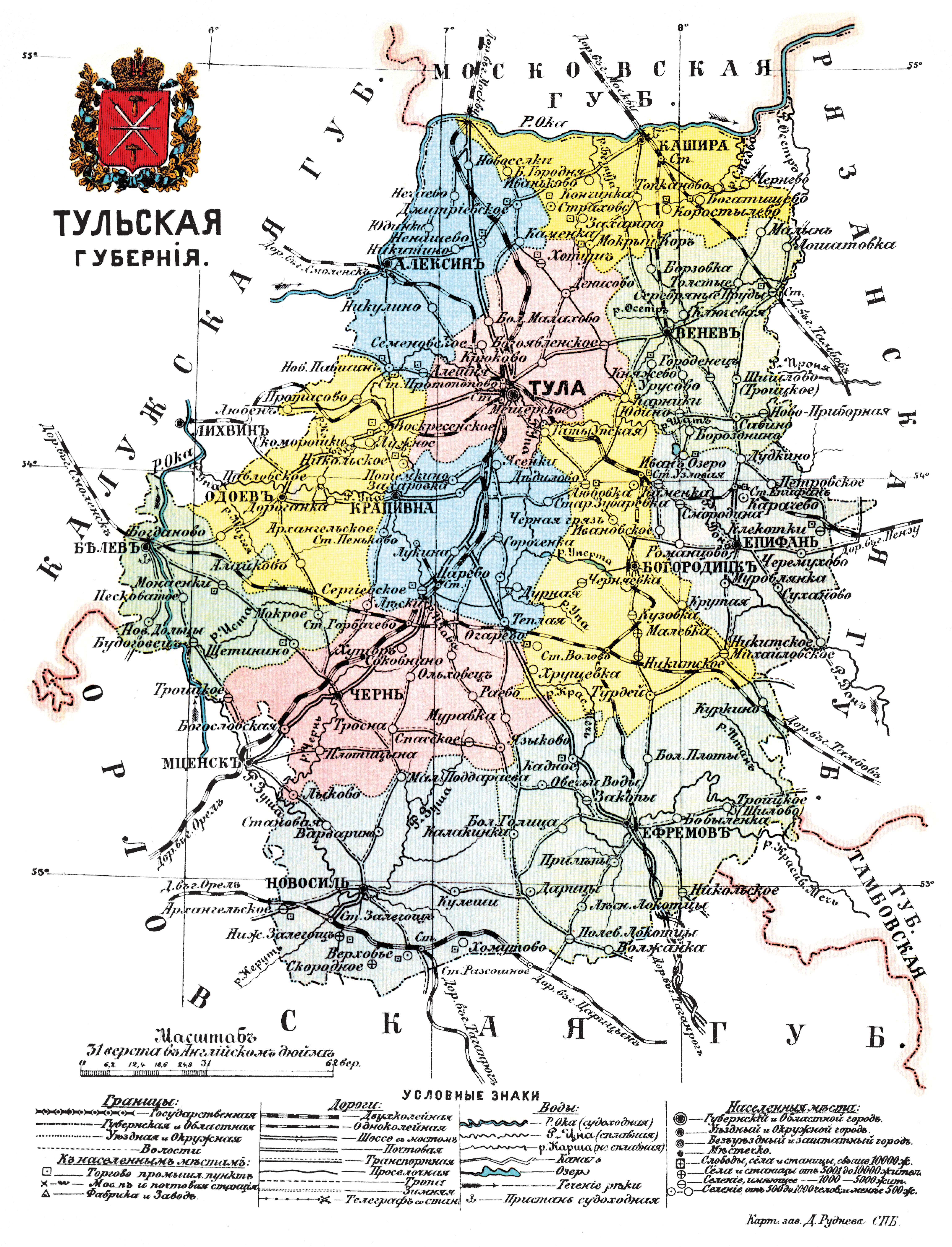
Карта Тульской губернии (1913)

Топонимия Тульской области — совокупность географических названий, включающая наименования природных и культурных объектов на территории Тульской области.
В 1719 году по указу Петра I в составе Московской губернии была образована Тульская провинция. В ходе административной реформы Екатерины II 9 марта 1777 года была образована Тульская губерния, а 19 сентября 1777 года — Тульское наместничество, включившее в себя большую часть территории бывшей Тульской провинции Московской губернии. В 1796 году Тульское наместничество было упразднено, губерния же сохранилась и просуществовала до 1929 года. Примечательно, что в Тульском областном краеведческом музее хранится особый межевой знак, установленный на границе Московской и Тульской губерний, на котором обозначена дата: «1777 г.».
Постановлением Президиума ВЦИК «Об образовании на территории РСФСР административно-территориальных объединений краевого и областного значения» от 14 января 1929 года с 1 октября 1929 года Тульская губерния была упразднена, и была образована Центрально-промышленная область (с 3 июня 1929 года — Московская область) с центром в городе Москве, в составе, в качестве основного массива, губерний Московской, Тверской, Тульской и Рязанской. В ходе разукрупнения регионов в 1937 году из Московской области была
выделена Тульская область, которая сохраняет своё название до настоящего времени.

## Формирование топонимии
Согласно схеме топонимического районирования В. А. Жучкевича, Тульская область относится к югу Центра Европейской России. Топонимия здесь довольно однородна и содержит преимущественно чистые славянские словообразовательные модели. Для топонимических ландшафтов этого региона в целом характерны некоторые отличия от ландшафтов севера Центра Европейской России. В этих регионах формировалась основная русская географическая терминология, связанная с ландшафтом степи и лесостепи. С этими «эталонами» русские переселенцы подходили к определению аналогичных явлений на окраинах страны. Не только термины «степь» и «чернозём», но и десятки других происходят из этих мест. На сравнительно однородном свежем русском топонимическом фоне здесь встречаются отдельные названия, унаследованные из других языков, а местами — единичные архаичные славянские формы, восходящие к дописьменному периоду.

## Состав топонимии
По состоянию на 16 декабря 2022 года, в Государственный каталог географических названий РФ занесено 4196 названий географических объектов Тульской области, в том числе 3457 названий населённых пунктов. Ниже приводятся списки крупнейших природных объектов и населённых пунктов области с объяснением их этимологии. 

### Гидронимы
Крупнейшая река региона — Ока. Об этимологии этого гидронима существуют многочисленные гипотезы. По мнению М. Фасмера, название Ока родственно гот. aƕa «река», др.-в.-нем. aha, ср.-в.-нем. ahe «вода, река», нов.-в.-н. Аа — название реки в Вестфалии, Швейцарии; лат. aqua «вода». В настоящее время получила распространение гипотеза В. Н. Топорова о происхождении названия «Ока» из балтийских языков. Она основывается на сравнении Ока с рядом литовских названий озёр и латышских микрогидронимов, образованных из литовского akis, латышского acis:
1. незамерзающее место в реке, озере, болоте;
2. прорубь;
3. небольшое открытое пространство воды в зарастающем озере или болоте;
4. бьющий из глубины ключ;
5. глаз.

Исследователи гидронима обращали также внимание на то, что название «Ока» встречается среди рек, впадающих в Белое море, в бассейне Уфы и даже в Восточной Сибири. Подобная география возможна лишь в случае ещё более древнего происхождения гидронима, его связи с племенами, пришедшими из Зауралья в центр и на север Европейской России.
Для тульских гидронимов наиболее типичны следующие словообразовательные модели:
1. Корневые слова-названия (Рука, Осётр, Ока, Дон, Бобрик);
2. Названия, по продуктивности суффиксов и приставок (Березинка, Замарайка, Непрядва);
3. Слова, состоящие из двух основ (в небольшом количестве);
4. Названия, образованные из двух основ и суффикса (в небольшом количестве, например, Богоявленка);
5. Названия, представляющие собой сочетание двух слов, обычно существительного и прилагательного (Красивая  Меча, Сухая Плота, Сырая Ватца, Нижняя Вырка и т. д.).

Наиболее типичными суффиксами для оформления названия тульских рек служат образования с суффиксами -ка, -на, -ица, например: Бежка, Выпрейка, Вялка, Вошана, Бозна, Волхона, Плавица, Тулица. Встречаются названия рек на -га, -ша — Веркуша, Гнилуша, Зуша, Мышега, Скнига и т. д., не свойственные славянской гидронимии.
Крупнейшие озера — Шиловское (этимология неизвестна) и Жупель (встречается вариант «Жупень»). Об этимологии гидронима «Жупель» нет единого мнения. Существует топонимическая легенда, что название озера произошло от французского слова «jupe» (юбка) — якобы в 1812 году солдаты наполеоновской армии наблюдали, как местные женщины ловили там юбками рыбу
. Но это не более чем легенда, поскольку наполеоновских войск на территории Тульской губернии никогда не было. Более вероятно происхождение гидронима от слова «жупа», которое, по данным словаря В. И. Даля означало «селение», «рудник» или «жупелица» — чёрная змея.

### Ойконимы
- Алексин — согласно преданию, назван в 1298 году московским князем Даниилом Александровичем по имени сына Александра (от производной формы Алекса, Алекся). Иногда название связывают с именем митрополита Алексея, которому город в 1354 году был отдан на кормление[13];
- Белёв — расположен при впадении в Оку небольшой реки Белёва, по которой и получил название. Гидроним, возможно, из русского диалектного белев — «светло-серая супесь; подзолистая почва», то есть характеризует цвет грунта дна или берегов водотока[14];
- Венёв — название город получил от реки Венёвки (прежнее название «Венева»). Гидроним происходит от древне-русского вить с образованием слов венок, веник, что означало извилистость (характерной особенности русла реки в этом районе)[15]. По мнению археолога и краеведа Н. И. Троицкого, название «Венева» может иметь финское происхождение — от заселения этих мест финно-угорскими народами (Россия по-фински — Venäjä)[16]. В своих краеведческих трудах «Вёневские древности» первый смотритель Венёвского духовного училища Д. Г. Гедеонов писал, что первые местные поселенцы словом «венева» называли берёзу[17];
- Донской — возник как шахтёрский посёлок, получивший по близости к реке Дон название «Донской», с 1939 года — город Донской[18];
- Ефремов — название было дано по календарному личному имени Ефрем[19];
- Кимовск — возник на центральной усадьбе посёлка Михайловка, который в 1948 году получил статус рабочего посёлка и был переименован по названию «колхоза КИМ» в Кимовск. Название колхоза было образовано от аббревиатуры КИМ — «Коммунистический интернационал молодежи», который как секция Коминтерна существовал с 1919 по 1943 годы, в 1952 году преобразован в город Кимовск[20];
- Киреевск — название образовано от антропонима: личное имя Кирей (из татарского Гирей), от него — Киреев, Киреевский. В советское время, в связи с разработкой углей Подмосковного бассейна село преобразовано в рабочий посёлок Киреевка, который, в свою очередь, в 1956 году преобразован в город Киреевск[21];
- Липки — ойконим Липки, означающий «селение с липами», распространён в топонимии России[22];
- Новомосковск — образован в 1930 году[23] на месте посёлка Бобрики в связи с началом строительства крупнейшего в СССР химического комбината. Название посёлка — по расположению на ручье Бобрик, а гидроним — по обитанию в этом ручье животного бобр. В декабре 1933 года город переименован в Сталиногорск, а в 1961 году — в Новомосковск; последнее название, очевидно, связано с положением города в Подмосковном угольном бассейне[24];
- Плавск — возник как село Сергиевское, названное по церкви во имя преподобного Сергия Радонежского, основанной ранее XVIII века. В 1926 году село преобразовано в город, который по расположению на реке Плава назван Плавск. Гидроним от русского диалектного плав — «зыбун, болото; заболоченная низина». В том же 1926 году Плавск был снова обращен в сельское поселение и лишь в 1949 году окончательно становится городом Плавск[25];
- Советск — возник в 1949 году как рабочий посёлок Советский при Щёкинской ГРЭС. С 1954 года — город Советск, топоним «идеологической» направленности[26];
- Суворов — первоначально деревня Суворова с названием от антропонима: Сувор, Суворов — фиксируются в документах XV—XVI веков. В связи со строительством Черепетской ГРЭС был образован рабочий посёлок Суворовский, который в 1954 году получил статус города и название «Суворов»[27];
- Тула — город был основан при впадении в Упу реки Тула (позднейшая Тулка, Тулица). Одной из ранних попыток объяснить происхождение топонима была гипотеза В. И. Даля. В своём словаре он объяснял слово «Тула» так: «Тула — скрытное, недоступное место, затулье, притулье для защиты, приюта, или для заточенья. С этим может быть в связи названье города». С этой гипотезой согласен и М. Фасмер[28]. Поскольку название реки Упа безусловно балтийское (сравните лит. ùpė, upìs, upỹs, латыш. upe «река, ручей»), её приток Тула также может иметь балтийское происхождение, о чём говорит ряд параллелей в литовской топонимии: река Tule, болото Tulis, поле Tulyte, луг Tulejos, долина Tulia и т. п. Но при этом гидроним «Тула» имеет сходные параллели на финно-угорском севере России: река Тула (бассейн Вятки), река Тулокса (бассейн Ладожского озера), река Тула и озеро Тулос (Карелия), река Тулома (Кольский полуостров). Также может усматриваться сходство гидронима «Тула» с тюркскими названиями: тув. тулаа «болото», «топь», хак. тул «рыба», хак. тула «болотная кочка», шорск. тула «запрудить воду», есть река Тула (приток Оби, в Новосибирске), которая имеет своим истоком болота[29].
- Узловая — возник в конце XIX века как посёлок при станции Узловая, лежащей на пересечении железных дорог Москва — Донбасс и Ряжск — Вязьма; название отражает положение станции в узле железных дорог[30];
- Чекалин — впервые упоминается в 1565 году как село Лихвин. Название связано с некалендарным личным именем Лихвин (ср. боярский сын Лихвин Семёнов сын Теприцкой, 1585 год). С 1746 года — город Лихвин. В 1944 году переименован в Чекалин по фамилии комсомольца-разведчика А. П. Чекалина, казнённого немецкими оккупантами в этом городе[31];
- Щёкино — возник в 1870-х годах как посёлок Щёкино (название от фамилии) вблизи от станции Ясенки (открыта в 1868 г.). В 1904 году посёлок Щёкино и пристанционный посёлок Ясенки слились под общим названием посёлок «Щёкино»[32];
- Ясногорск — старинное русское село Лаптево (с 1958 года — город) имело типичное название по владельцу, образованное от антропонима: ряд лиц Лапоть, Лаптев упоминаются в источниках XV—XVI вв. В 1965 году это название заменили на более «благозвучное» Ясногорск[33].